# Austria all'Eurovision Young Musicians
L'Austria è stata tra le prime 6 nazioni ad aver debuttato alla prima edizione dell'Eurovision Young Musicians nel 1982 svoltasi a Manchester, nel Regno Unito. 
Con 6 vittorie alle spalle, due delle quali consecutive, e 6 contest ospitati, di cui 4 consecutivi, è la nazione che ha ottenuto più successo nella storia della competizione. L'Austria ha partecipato ad ogni edizione della competizione, ad eccezione delle edizioni 2018 e 2020, quest'ultima cancellata a causa della pandemia di COVID-19.

## Partecipazioni
- Primo posto
- Secondo posto
- Terzo posto

| Anno                                    | Artista                         | Strumento    | Canzone | Posizione       | Posizione         |
| Anno                                    | Artista                         | Strumento    | Canzone | Finale          | Semifinale        |
| --------------------------------------- | ------------------------------- | ------------ | --- | --------------- | ----------------- |
| 1982                                    | Leonard Kubizek                 | Clarinetto   | 1) Concerto per Clarinetto, di Wolfgang Amadeus Mozart | F               | Niente semifinali |
| 1984                                    | Ghislaine Fleischmann           | Violino      | 1) Concerto per Violino e Orchestra, Op. 53, 3° movimento, di Anton Dvorak | F               | Niente semifinali |
| 1986                                    | Günter Voglmayr                 | Flauto       | N.A. | Non qualificata | Non qualificata   |
| 1988                                    | Julian Rachlin                  | Violino      | 1) Concerto per Violino e Orchestra in D, Op.22, di Henryk Wieniawski | 1º              | N.A.              |
| 1990                                    | Christine Heeger                | Pianoforte   | 1) Concerto per Pianoforte e Orchestra, No. 2, in A-maggiore, di Franz Liszt | F               | N.A.              |
| 1992                                    | Andreas Schablas                | Clarinetto   | N.A. | F               | N.A.              |
| 1994                                    | Bernard Hufnagl                 | Trombone     | 1) Sonatine per Trombone e Pianoforte, Allegro vivance, di Kazimierz Serocki | Non qualificata | Non qualificata   |
| 1996                                    | Lidia Baich                     | Violino      | N.A. | 2º              | N.A.              |
| 1998                                    | Lidia Baich                     | Violino      | 1) Concerto per Violino, No. 5, 1° Movimento, di Henri Vieuxtemps | 1º              | N.A.              |
| 2000                                    | Martin Grubinger                | Percussioni  | 1) Canis Familiaris (Concertino fuer Schlagwerksolo und Orchester, Op. 23), di Bruno Hartl | F               | N.A.              |
| 2002                                    | Dalibor Karvay                  | Violino      | 1) Carmen Fantasy, di Franz Waxman | 1º              | N.A.              |
| 2004                                    | Alexandra Soumm                 | Violino      | 1) Concerto per Violino, No.1, 1° Movimento, di Niccolò Paganini | 1º              | N.A.              |
| 2006                                    | Daniela Koch                    | Flauto       | 1) Concerto per Flauto e Orchestra, KV 314, 1° movimento, di Wolfgang Amadeus Mozart | F               | N.A.              |
| 2008                                    | Sol Daniel Kim                  | Violoncello  | 1) Sonata per Arpeggione e Pianoforte, 1° Movimento, di Franz Schubert 2) Variazioni sul Tema di Rossini, di Niccolò Paganini | Non qualificata | Non qualificata   |
| 2010                                    | Marie-Christine Klettner        | Violino      | N.A. | Non qualificata | Non qualificata   |
| 2012                                    | Emmanuel Tjeknavorian           | Violino      | 1) Scherzo per Violino e Pianoforte in C minor, di Johannes Brahms 2) Tzigane, Rapsodie de Concert per Violino e Pianoforte, di Maurice Ravel 3) Concerto per Violino e Orchestra in D minor, Op. 47, 3° movimento, Allegro ma non tanto, di Jean Sibelius (Serata finale) | 2º              | N.A.              |
| 2014                                    | Ziyu He                         | Violino      | 1) Violinkonzert KV 207, 1. Satz mit Kadenz von Kurt Guntner, di Wolfgang Amadeus Mozart 2) Capriccio op. 1/1, di Niccolò Paganini 3) 2. Violinkonzert, di Belá Bartók 4) 2. Violinkonzert, di Béla Bartók (Serata finale)                                                 | 1º              | Niente semifinali |
| 2016                                    | Dominik Wagner                  | Contrabbasso | 1) Concerto per Contrabbasso e Orchestra, Allegro con cadenza, di Serge Koussevitzky | 3º              | Niente semifinali |
| Nessuna partecipazione dal 2018 al 2020 |                                 |              | |                 |                   |
| 2022                                    | Alexander Svetnitsky-Ehrenreich | Clarinetto   | 1) 3° motivo dal Concerto per clarinetto n. 2 in Mi bemolle maggiore di Carl Maria von Weber | F               | Niente semifinali |
| 2024                                    | Leonhard Baumgartner            | Violino      | 1) Concerto per violino n. 5 in La minore di Henri Vieuxtemps | 1º              | Niente semifinali |

## Città Ospitanti
| Anno | Città  | Luogo        | Presentatori                                       |
| ---- | ------ | ------------ | -------------------------------------------------- |
| 1990 | Vienna | Musikverein  | Gerhard Toetschinger                               |
| 1998 | Vienna | Konzerthaus  | Julian Rachlin                                     |
| 2006 | Vienna | Rathausplatz | Schallbert Gilet                                   |
| 2008 | Vienna | Rathausplatz | Lidia Baich Christoph Wagner-Trenkwitz             |
| 2010 | Vienna | Rathausplatz | Christoph Wagner-Trenkwitz                         |
| 2012 | Vienna | Rathausplatz | Pia Strauss (Semifinali) Martin Grubinger (Finale) |